# جوانمردی ۲
جوانمردی ۲ (انگلیسی: Chivalry 2) یک بازی ویدئویی چندنفره اکشن می‌باشد که در سال ۲۰۲۱ توسط تریپ وایر اینتراکشن برای مایکروسافت ویندوز، پلی‌استیشن ۴، پلی‌استیشن ۵، اکس‌باکس وان و اکس‌باکس سری اکس و سری اس منتشر شد. روایت بازی به صورت روایت اول‌شخص می‌باشد و بازیکن قادر به استفاده از پتک، درازشمشیر و تیر و کمان می‌باشد. به گفته بازی سازان این بازی برگرفته از بازی تاج‌وتخت و ارباب حلقه‌ها می‌باشد.
این بازی با نقدهای مثبتی رو به رو شد و نامزد بهترین بازی اکشن سال ۲۰۲۱ در جوایز بازی ۲۰۲۱ شد.